# Basílica de San Pedro y San Pablo (Chattanooga)
La Basílica de San Pedro y San Pablo (en inglés: Saints Peter and Paul Basilica) Es una iglesia católica histórica en Chattanooga, Tennessee en Estados Unidos. Es una de las parroquias más antiguas de la diócesis de Knoxville.
La parroquia de los santos Pedro y Pablo en Chattanooga fue fundada en enero de 1852. La pequeña pero creciente comunidad católica en Chattanooga conduciría misa en numerosos edificios a través de los primeros años de la parroquia. Un edificio anterior incluyó una iglesia de piedra casi terminada demolida por el ejército de unión de ocupación durante la batalla de Chickamauga en 1863. El ejército del Cumberland bajo comando del general William Rosecrans utilizó la piedra de la iglesia para construir fortalecimientos y alcantarillas en apoyo de El Ejército de la Unión. Bajo el liderazgo del padre William Walsh, sacerdote irlandés, el terreno fue preparado en el sitio actual el 1 de febrero de 1888. El edificio actual fue dedicado el 29 de junio de 1890
El templo dedicado a los Santos Pedro y Pablo fue elevado a una basílica menor por el Papa Benedicto XVI e inaugurado por el Obispo Richard Stika de la Diócesis de Knoxville el 22 de octubre de 2011.